# Adrian Hope
Adrian Price Webley Hope, CB, CBE (* 21. Januar 1911; † 12. Dezember 1992) war ein britischer Offizier der British Army, der zuletzt als Generalmajor zwischen 1964 und 1966 stellvertretender Generalmeister der Technischen Truppen (Vice-Master-General of the Ordnance) war.

## Leben
Adrian Price Webley Hope war das zweite von drei Kindern sowie der einzige Sohn des Seeoffiziers und späteren Admirals Herbert Hope und dessen Ehefrau Katherine Maria Antoinette Kewley. Nach dem Besuch des renommierten 1382 gegründeten Winchester Colleges absolvierte er eine Offiziersausbildung am Royal Military College Sandhurst. Nach deren Abschluss trat er am 29. Januar 1931 als Leutnant (Second Lieutenant) in das Linieninfanterieregiment King’s Own Scottish Borderers ein. Er fand in den folgenden Jahren zahlreiche Verwendungen als Offizier und Stabsoffizier. Für seine Verdienste im Zweiten Weltkrieg wurde ihm 1943 das Offizierskreuz des Order of the British Empire (OBE) verliehen. Im Februar 1951 wurde er als Brigadegeneral (Brigadier) stellvertretender Generalquartiermeister der Landstreitkräfte im Mittleren Osten (Deputy Quartermaster-General, Middle East Land Forces) und hatte diesen Posten bis November 1953 inne. 1952 wurde er Commander des Order of the British Empire (CBE). Im Mai 1958 wurde er in die Bundesrepublik Deutschland versetzt und fungierte dort bis April 1959 als Assistierender Chef des Stabes für Operationen der Rheinarmee BAOR (Assistant Chief of Staff, Operations, British Army of the Rhine).
Anschließend fungierte Hope als Generalmajor (Major-General) zwischen Juni 1959 und April 1961 als Leiter der Verwaltung der Landstreitkräfte im Fernen Osten (Major-General, Administration, Far East Land Forces). Zum 1. Januar 1961 wurde er des Weiteren auch Companion des Order of the Bath (CB). Im April 1961 wechselte er ins Kriegsministerium und war dort bis April 1964 Leiter der Abteilung Grundsatzangelegenheiten der Ausrüstung (Director of Equipment Policy, War Office). Zuletzt wurde er im April 1964 im Verteidigungsministerium (Ministry of Defence) stellvertretender Generalmeister der Technischen Truppen (Vice-Master-General of the Ordnance) und war als solcher mitverantwortlich für Artillerie, Ingenieurtruppen, Festungsanlagen, militärischen Bedarf, Transportwesen und Feldkrankenhäuser zuständig. Im Anschluss trat er im April 1966 in den Ruhestand.
Hope war vom 9. September 1958 bis zu deren Tod am 28. Mai 1990 mit Mary Elizabeth Partridge verheiratet.